# Клан Ламонт
Ламонт — один из кланов горной части Шотландии. Клан ведет своё происхождения от потомка ирландского принца Анротана О’Нила (Anrothan O’Neill) некоего Лагмана (Lagman), жившего в первой половине XIII века. От этого же принца ведут своё происхождение и некоторые другие кланы — Макэвены из Оттера, Маклахлан, Макнейл из Барры, Максуинс. Таким образом, эти кланы возводят свою историю к Ниаллу Девять Заложников, легендарному ирландскому верховному королю конца IV — начала V века.
Клан Ламонт управлял большей частью полуострова Ковал в Аргайле на протяжении веков. Однако положение клана сильно пошатнулось после резни в Дунуне в 1646 году, когда члены Кэмпбелла убили около 200 членов клана Ламонт. Многие Ламонты переехали, особенно в Шотландскую низменность . Сегодня Ламонты широко распространены в Канаде, Австралии, Великобритании и других странах.
29-й и нынешний глава клана Ламонт - преподобный о. Питер Ламонт.

## История
Название клана Ламонт происходит от средневекового имени Лагман (Lagman)(законоговоритель), которое, в свою очередь, является производным от старонорвежского Logmaðr. Древнескандинавское имя Logmaðr состоит из двух элементов: log - множественное число от лага, означающего «закон» (от leggja означает «сложить») + maðr - «человек».

## Происхождение
Примерно в 500 году ирландское королевство Дал Риада эмигрировало из Ольстера в юго-западную Шотландию. Основываясь на устных традициях, это вторжение в шотландскую территорию было проведено тремя сыновьями Эрка , короля Дал Риада. Именно во время этой «стадии строительства» шотландского королевства Дал Риада Камень Судьбы (Камень Коронации) был принесён гэлями в Аргайл. Позже Камень Коронации был доставлен в Скун, столицу южных пиктов. Именно там пикты и шотландцы объединились в 844 году под руководством Кеннет мак-Альпина.
Анротан, ирландский принц из династии О'Нил, воспользовался этим новым шотландским королевством и оставил своё правление в Ирландии, чтобы обосноваться в Аргайле. Один из потомков Анротана, выдающийся лорд по имени Аода Алайнн О'Нил, имел три сына: Гиллахрист, Нил и Данслеб. Сын Гиллахриста, Лахлан, основал Клан Маклахлан, а брат Гиллахриста, Нил, основал Клан Макнил. У Данслеб было два сына: Юэн и Страхар. Эвен основал клан Эвен из Оттера, а его внук основал клан Ламонт.

## Войны за независимость Шотландии
Во время Войны за независимость Шотландии, сэр Джон Ламонт, начальник клана, выступил против Роберта Брюса. Заявка Макдугалла на трон была сорвана, и Ламонты пострадали вместе со своими союзниками. Когда Роберт Брюс прочно встал на трон, он отомстил кланам, которые противостояли ему. В 1371 году Роберт II отдал Ламонт в Дануне стороннику Брюса сэру Колину Кэмпбеллу, Черному рыцарю Лохаве. К концу 14-го века, почти вся территория Ковал была потеряна для Кэмпбеллов. Несмотря на многочисленные браки между Кэмпбеллами и Ламонтами, отношения между кланом Кэмпбелл и кланом Ламонт оставались враждебными.

## 16 век
Несмотря на враждебные отношения между двумя кланами, клан Кэмпбелл и клан Ламонт объединились в 1544 году, безуспешно, чтобы победить английскую экспедицию, идущую через Ферт-оф-Клайд в Шотландию. Генрих VIII хотел похитить маленькую Марию, королеву шотландцев, чтобы вырастить её и выдать замуж за своего наследника. Хотя альянсу Кэмпбелл / Ламонт не удалось остановить английские войска, но это дало графу Ленноксу достаточно времени, чтобы сопроводить Марию в замок Стерлинг и спасти Дом Стюарта.

## 17 век

### Гостеприимство Макгрегора
Примерно в 1600 году сын вождя клана Ламонтов и единственный сын МакГрегора из Гленстре, вождя Клана Макгрегор, вместе отправились на охоту на берега Лох-Аве. После того, как двое мужчин разбили лагерь с наступлением темноты, они поссорились, в результате ссоры Ламонт схватил кинжал и смертельно ранил Макгрегора.
Ламонт сбежал, преследуемый яростными слугами Макгрегора, пока не заблудился и, в конце концов, добрался до дома вождя Макгрегора. Услышав, что Ламонт спасается бегством, Макгрегор пообещал парню защиту. Вскоре старый Макгрегор догадался, что Ламонта искали в связи с убийством его собственного сына, но он считал себя связанным законом гостеприимства, произнеся фразу: «Здесь, этой ночью вы будете в безопасности». Позже, когда было ещё темно, вождь лично проводил Ламонта в Дундрав на Лох Файне и предоставил ему лодку и вёсла. Вождь Макгрегор велел ему быстро уйти, говоря: «Бегите, мы будем преследовать вас. Спасите себя, если сможете!».
Спустя годы в замке Товард появился оборванный мужчина, отчаянно ищущий убежища. Этим человеком был Макгрегор из Гленстре, которого Кэмпбеллы лишили земли и владений. Вождь Ламонта вспомнил благородный поступок Макгрегора и предложил ему защиту и обеспечение. Старый Макгрегор прожил с Ламонами в течение многих лет до своей смерти и был похоронен со всеми почестями на кладбище в часовне Святой Марии.

### Войны трёх королевств и резня в Дануне
Самая темная эпоха клана Ламонта, несомненно, была в середине 17 века. Жестокие войны Ковенантера и войны трех королевств грозили разорвать Шотландию на части. Участие клана Ламонта в этих войнах началось с их союза с Кэмпбеллами, но закончилось так называемой резнёй в Дануне. Главой клана в это время был сэр Джеймс Ламонт. В 1634 году сэр Джеймс представлял баронов Аргайла в парламенте, хотя два года спустя он был обнаружен в заговоре по делу роялистов с другими вождями кланов: Макдональдом из Слята, Маклеодом из Данвегана, Маклином из Дуарта, Стюартом из Бьюта и Стюартом из Ардгона.
С началом следующих войн в трёх королевствах Ламонт послал помощь королю Карлу I, чтобы уничтожить мятежников, Кэмпбеллов. Несмотря на то, что вождь Ламонтов был сочувствующим Роялистом и хотел повиноваться Чарльзу, у него не было другого выбора, кроме как объединить усилия с превосходящим маркизом Аргайла(вождем клана Кэмпбелл). После потери Ковенантера в битве при Инверлохи сэр Джеймс был освобожден победителями-роялистами и смог встать на сторону маркиза Монтроуза и активно поддержать дело роялистов. Затем Ламонт объединил усилия с Александром Макдональдом и вторгся в земли Кэмпбеллов. Брат сэра Джеймса, Арчибальд, руководил отрядом Ламонтов через Лох-Лонг и вместе с ирландцами высадился у мыса Строне. Они смогли завоевать большинство земель, ранее принадлежащих Кэмпбеллам. Ламонты были особенно жестокими в Северном Кавале и в Дануне, т.к. ранее это была цитадель Ламонтов. Ламонты устроили бойню при нападении на Башню Килмун. Защитники башни сдались под обещание, что их жизни пощадят, но их всех зверски убили. Сэр Джеймс Ламонт разорил земли Страчура , убив мужчины, женщин и детей. Его воины уничтожили много зерна и отогнали 340 голов скота и лошадей. Несколько месяцев спустя, в мае 1646 года, когда Ламонты были дома в замках Товара и Аскога , они были осаждены силами Кэмпбеллов, стремящимися отомстить. К 1 июня 1646 года сэр Джеймс Ламонт в письменном соглашении на милосердие и свободу для себя и своих последователей сдался и убедил другой гарнизон в замке Аског также сложить оружие и сдаться Кэмпбеллам. Хотя Кэмпбеллы согласились на условия капитуляции Ламонтов, они немедленно доставили сданные гарнизоны в Данун на лодке. Замки Ламонта были разграблены и сожжены дотла. После долгих лет томления в плену, сэр Джеймс Ламонт был доставлен в Замок Стерлинг в 1651 году, чтобы ответить за свои действия с Аласдейром Макколлой за их разрушения в Аргайле, но избежал суда. Ламонт был наконец освобождён, когда силы Оливера Кромвеля захватили Стирлинг. Триумф Кромвеля также лишил законной силы «контракт», который сэр Джеймс был вынужден подписать в плену, и клан Ламонт вернул свои земли. Утверждается, что общий ущерб, нанесённый Кэмпбеллами поместьям Ламонтов, превысил 600 000 шотландских фунтов (50 000 фунтов стерлингов).
В 1661 году главарь резни в Дануне , сэр Колин Кэмпбелл, был предан суду. Он предстал перед судом по обвинению в государственной измене, был признан виновным, а затем обезглавлен.

## 18 век
Клан Ламонт, хотя они всё ещё сохранил свои земли, был фактически в осаде в 18 веке. Их владения в Кавале были окружены сильными крепостями Кэмпбелла, и, таким образом, в Ламонты не могли путешествовать на север и участвовать в восстании якобитов 1715 года или в восстании якобитов 1745 года. Поскольку Ламонты не участвовали в восстаниях якобитов, они были избавлены от зверского уничтожения клановой системы в Хайленде. Тем не менее, клановая система Шотландии была фактически разрушена после битвы при Каллодене в 1746 г. Британское правительство объявило вне закона волынку, тартаны и вождей кланов, которые затронули каждый клан - участвующий в восстаниях или нет, и, таким образом, заставили округ погрузиться в состояние глубокого регресса и нового образа жизни.

## Современный клан
Вожди клана Ламонт жили в Ардламонте, пока последние их земли не были проданы в 1893 году 21-м вождём Джоном Генри Ламоном из ,  который эмигрировал в Австралию. На данный момент главой клана является Питер Ноэль Ламонт, приходской священник в Марайонге (пригород Сиднея), Австралия.

## Общество клана
Общество клана Ламонт было образовано в 1895 году в Глазго, Шотландия, с целью сохранения ценностей и традиций клана по словам Гектора МакКечни, в его оригинальном томе «Клан Ламонт, 1235–1935». Основателем был подполковник Уильям Белфур Ламонт, доктор медицинских наук, доктор философии из отделения Макфадрика из Ламонтов. Со временем общество стало международным, с филиалами в Канаде, Новой Зеландии, Северной Америке и Австралии.
В 1906 году Общество клана Ламонт в Дануне установило мемориал. Мемориал, который состоит из каменного кельтского креста, увековечивает память многих Ламонтов, которые были убиты в 1646 году. Каждый год общество возлагает венок в Дануне, чтобы почтить память этого места. Общество также предоставляет Щит Ламонта на сольном конкурсе волынок, проходящем ежегодно в Ковале.